# 閔公 (魯)
閔公（びんこう）は、春秋時代の魯の第18代君主。『春秋左氏伝』では「閔公」であるが、『史記』では「湣公」と表記される。名は啓。

## 生涯
閔公は荘公の子だが、次期魯公は季友が推す庶子の公子斑が有力視されていたため、公位の対象外にあった。しかし、荘公32年（紀元前662年）に荘公が没した直後に魯公となった斑を慶父が暗殺し、慶父の推挙を受けて翌閔公元年（紀元前661年）には魯公の座に就く。
その後、斉に亡命していた季友を呼び戻すために、斉の桓公に季友の帰国を働きかけ、首尾よく実現させる。その際に閔公自らが帰国途中の季友を迎えに行ったことから、閔公は季友を慶父以上に信頼していたことがうかがえる。
だが、閔公2年（紀元前660年）に魯公の座を狙っていた慶父によって、暗殺されてしまう。在位はわずか2年で、正に慶父に振り回された人生であった。

## 紀年
| 魯閔公 | 元年    | 2年     |
| ------ | ------- | ------- |
| 西暦   | 前661年 | 前660年 |
| 干支   | 庚申    | 辛酉    |